# 二本松孝蔵
二本松 孝蔵（にほんまつ こうぞう、1884年（明治17年）3月26日 - 1972年（昭和47年）9月9日）は、日本の建築家、文化財修理技師。多数の社寺の保存修理や新築設計を手掛けた。

## 経歴等
福島県出身。1908年（明治41年）工手学校（現工学院大学）卒業。1911年（明治44年）、国宝建造物修理工事主任。延命寺地蔵堂修理などを手掛ける。1917年（大正6年）に造神宮技手兼明治神宮造営技手となったのち、1927年（昭和2年）国粋建築研究所を開設。1925年（大正14年）大正大震災記念建造物競技設計佳作。角南隆を中心とした神祇院造営課と連動し、神社では11府県社の護国神社や官国幣社の社務所、齋館などの設計のほか、寺院でも比叡山修理、身延山祖廟設営など社寺ともに多くの設計を手掛けた。
戦後は一時故郷でカラカサを作ろうかとも考えたというが、1946年（昭和21年）比叡山延暦寺修理技師拝命につづき、1948年（昭和23年）から日光東照宮営繕課技師を拝命し、日光国宝保存工事事務所技師として昭和の大修理に尽力した。事務所は社寺建築研究所と改めている。
1958年（昭和33年）、栃木県文化功労章、1966年（昭和41年）4月勲四等瑞宝章。

## 作品

### 設計
- 小高区天野家住宅（1913年）[6]
- 山内神社社殿（1932年）※空襲焼失。[7]
- 鹿児島神宮社殿（?年）[8]

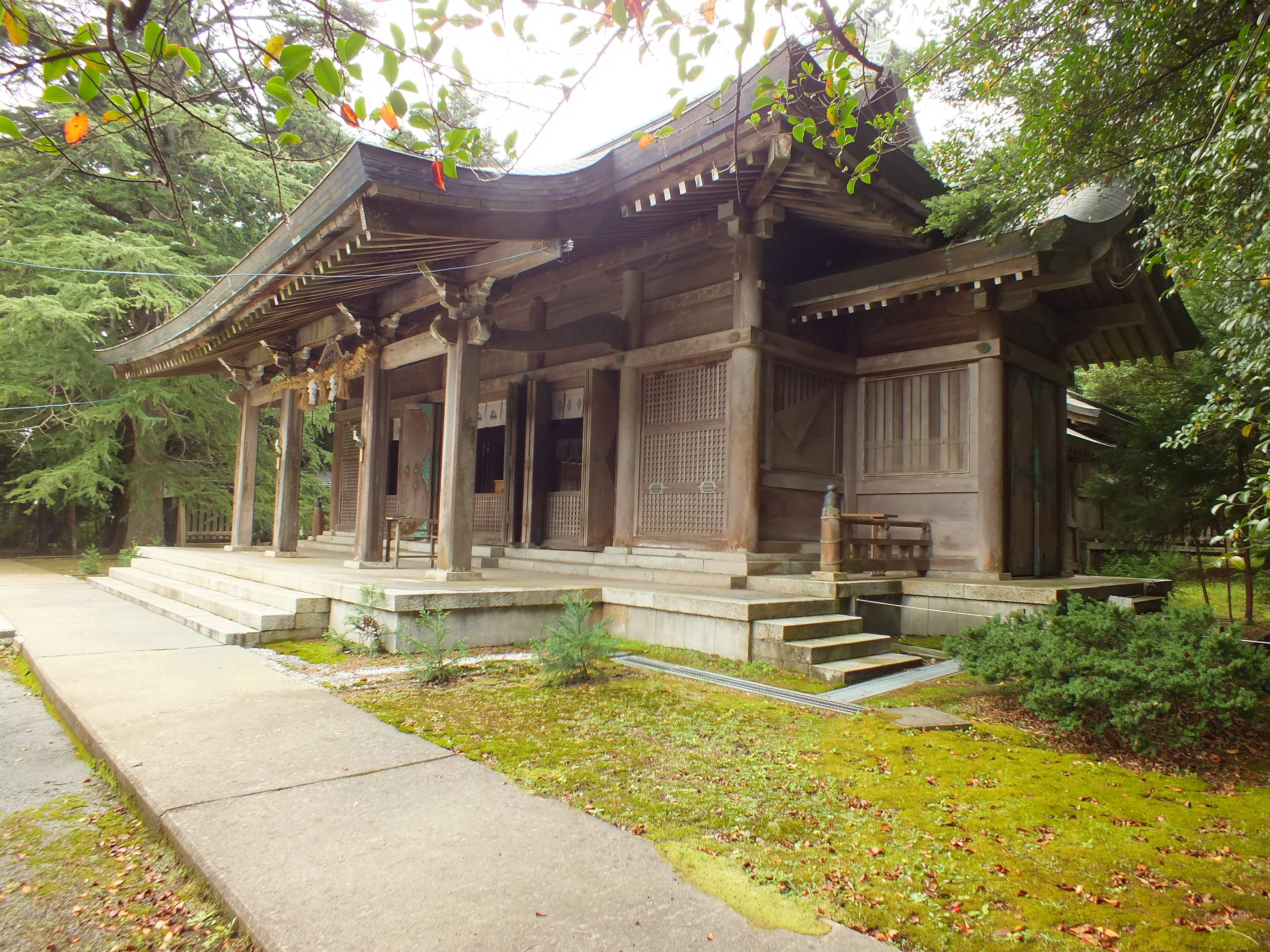
名和神社

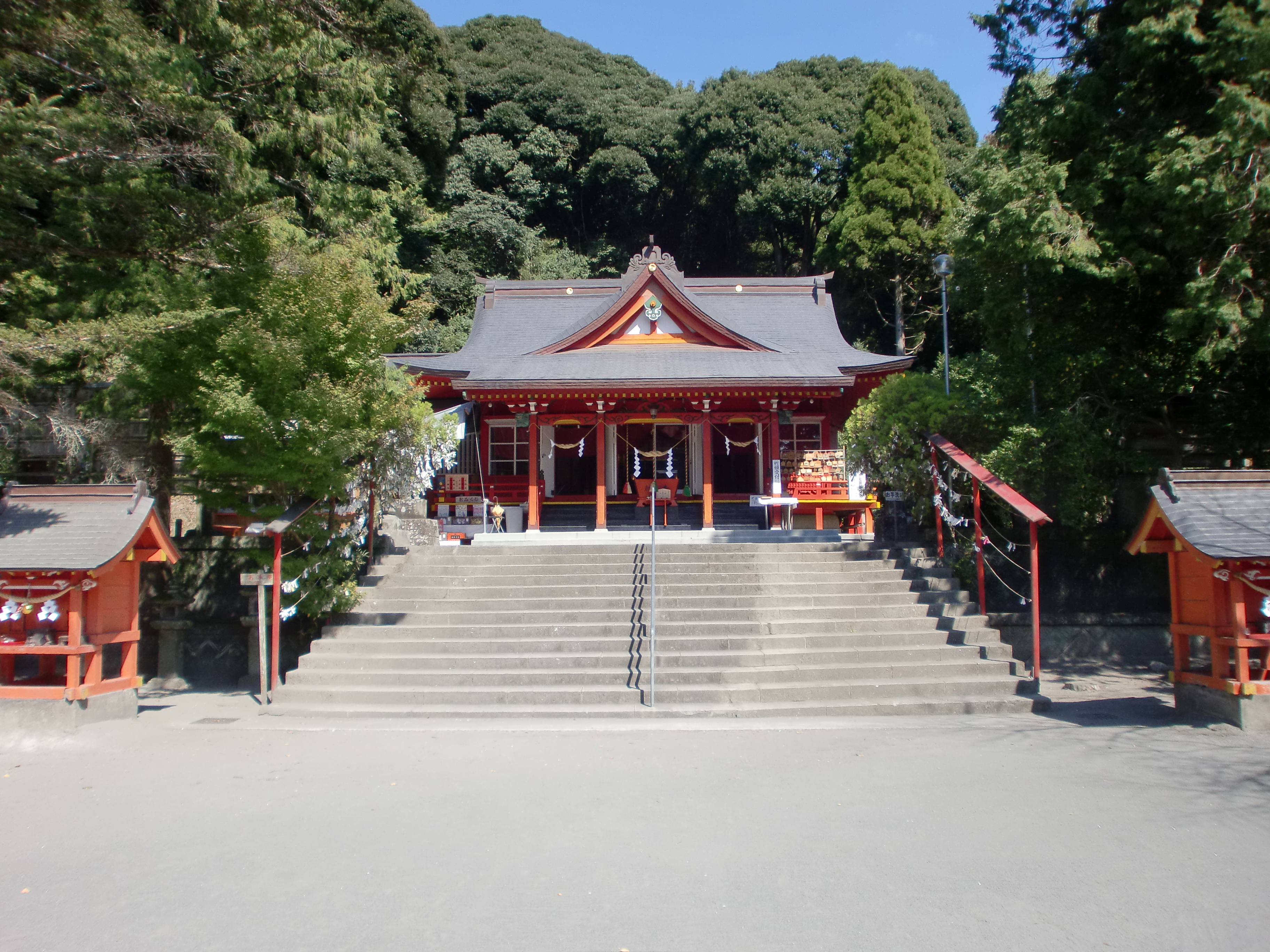
豊玉姫神社

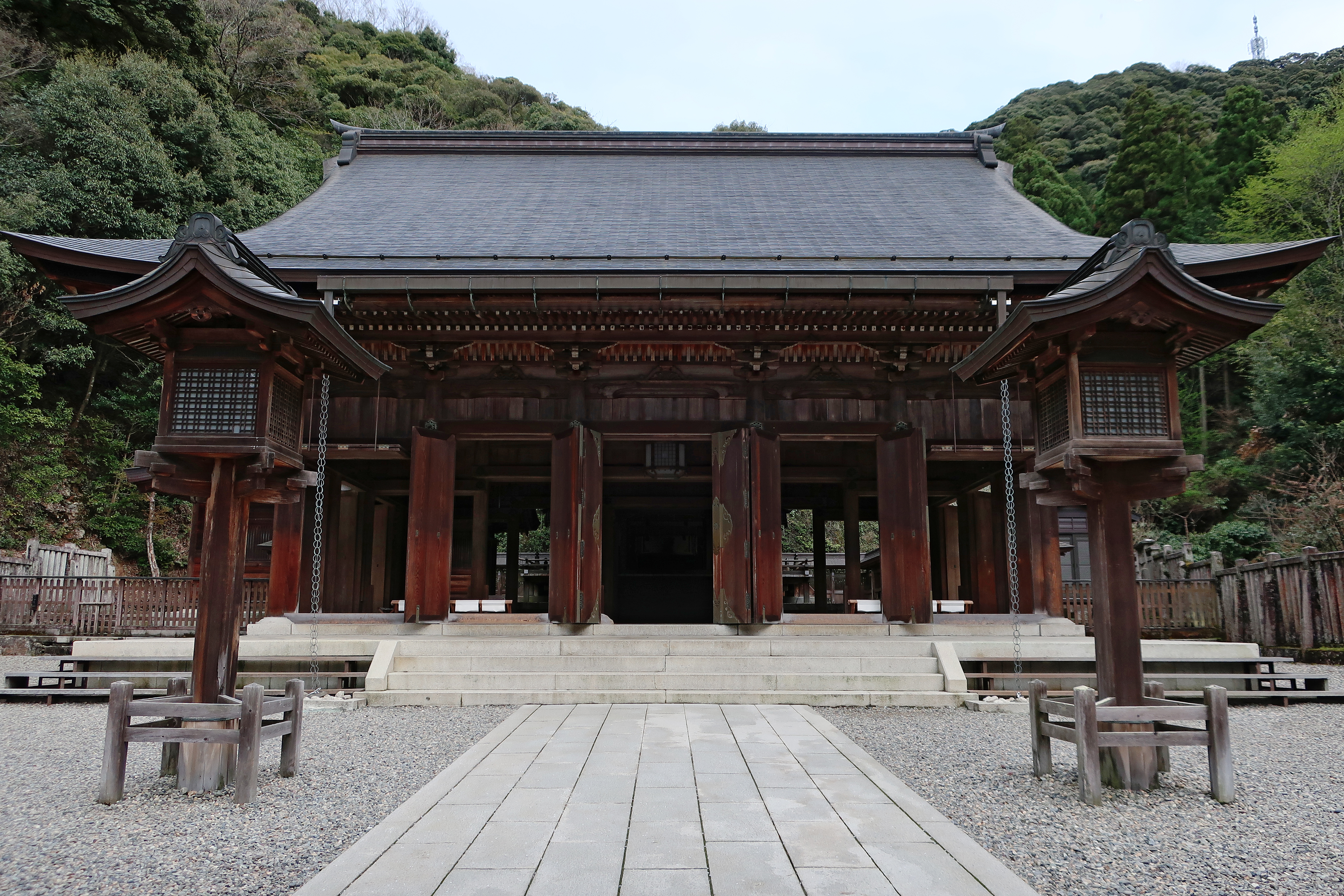
伊奈波神社

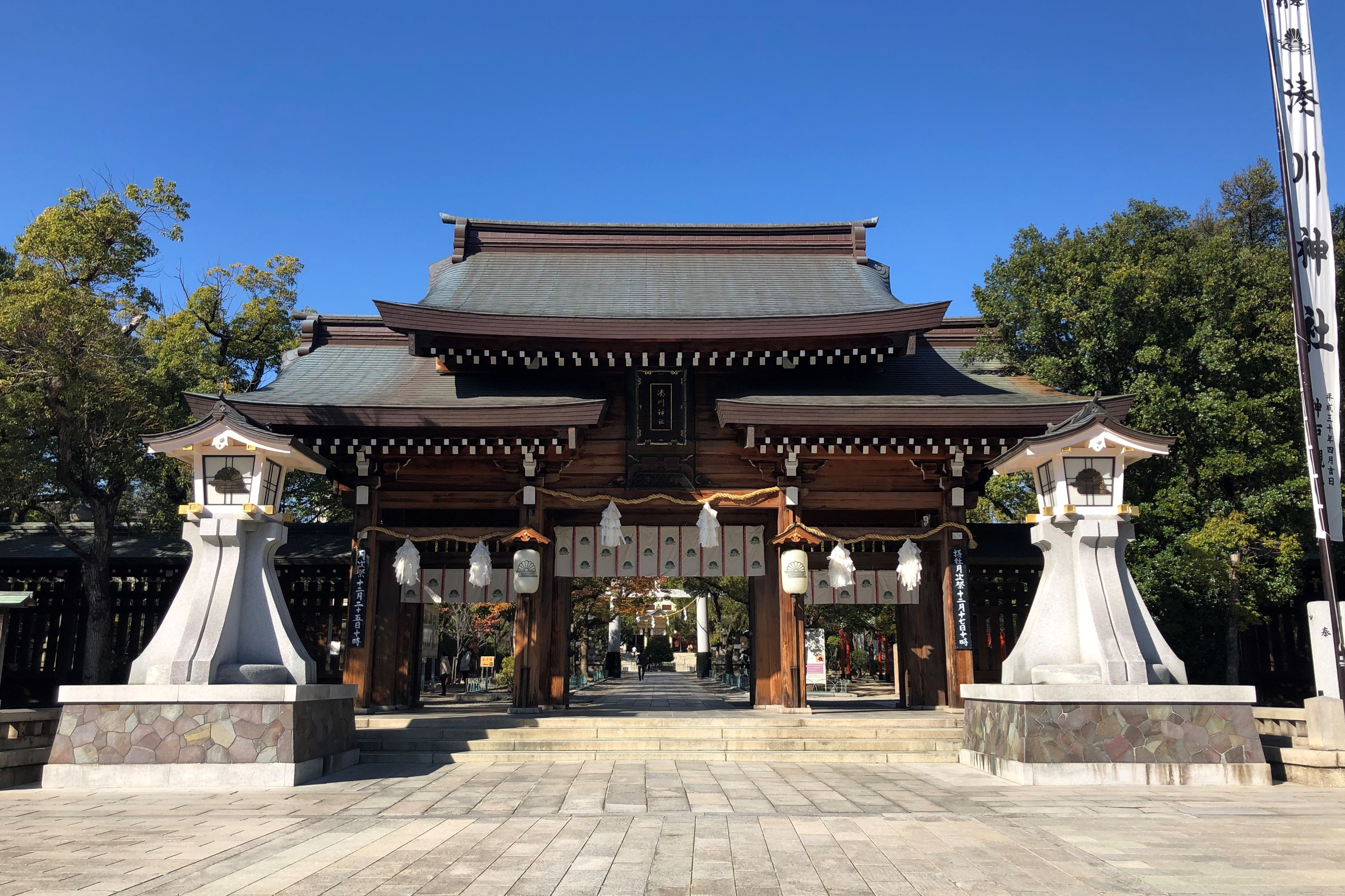
湊川神社神門

- 出雲大社勅使館、齋館、社務所（1933年）。[9]
- 小戸神社社殿（1934年）[10]。
- 埼玉県護国神社社殿（1934年）[11]
- 名和神社社殿（1935年）[12]
- 枚聞神社社殿（1936年）[8]
- 福島県護国神社社殿（1937年）[13]
- 福島稲荷神社社殿（1937年）[14]
- 宮崎神宮徴古館（1940年）※現存せず[15]
- 栃木県護国神社社殿（1940年）
- 大宮氷川神社社務所、勅使齋館（1940年）[8]
- 秋田県護国神社社殿（1940年）※現存せず[8]
- 豊玉姫神社 (南九州市)社殿（1940年）[16]
- 伊奈波神社社殿（1932年-1940年）[17]
- 宮城県護国神社（1942年）※空襲焼失[18]
- 湊川神社神門（1943年）[19]
- 鹿児島県護国神社社殿（1948年）[8]
- 總持寺大祖堂（内藤多仲共）（1962年）
- 大洗磯前神社一の鳥居（内藤多仲共）（1963年）[20]

## 著作等
- 「日本建築技法講座」（1）〜（3）（檜皮葺の研究、萱葺の研究、柿葺の硏究）

（『東洋建築』1巻8号-2巻1号、相模書房、1937-38年）
- 「塔」（『大日光』9号、日光東照宮、1957年）
- 「日光社寺殿堂修理に就而」（『古建築』）